# دکتر همه‌چیزدان
دکتر همه‌چیزدان (به آلمانی: Doktor Allwissend) یک افسانه آلمانی است که توسط برادران گریم گردآوری شده و با شمارهٔ ۹۸ در مجموعهٔ افسانه‌های کودکانه و خانوادگی آن‌ها آمده‌است. این افسانه در شاخص آرنه-تامپسون-اوتر با کد ATU 1641 رده‌بندی شده‌است.

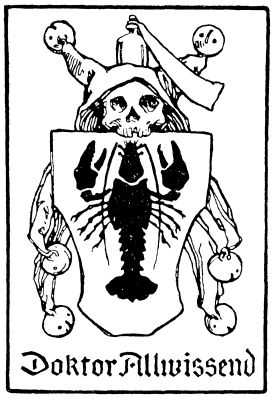
تصویرنگاری ۱۹۰۹

## خلاصه داستان
روزی روزگاری، یک کشاورز فقیر تصمیم گرفت هیزم‌هایی را که با دو گاوش جمع کرده بود، به شهر ببرد و بفروشد. او هیزم‌ها را به قیمت دو تالر به یک دکتر فروخت. وقتی دید دکتر چه زندگی راحت و مجللی دارد، با خود گفت: «من هم باید دکتر شوم!» او یک کتاب الفبا خرید و خودش را «دکتر همه‌چیزدان» نامید.
در همان زمان، یک مرد ثروتمند، مقدار زیادی پول از دست داده بود و دزد یا دزدها مشخص نبودند. او تصمیم گرفت از «دکتر همه‌چیزدان» کمک بگیرد. کشاورز به همراه همسرش به خانهٔ مرد ثروتمند رفت تا به ظاهر دزدی را کشف کند. هنگام صرف غذا، یکی از خدمتکارانی که در دزدی دست داشتند، غذا را آورد. کشاورز به زنش گفت: «این یکی اولی بود»، منظورش نخستین غذای سرو شده بود، اما خدمتکار گمان کرد که منظورش این است که او نخستین دزد است! این اتفاق برای دو خدمتکار دیگر هم تکرار شد، و آن‌ها نیز وحشت‌زده شدند.
در پایان، از «دکتر» خواسته شد تا حدس بزند زیر یک درپوش چه چیزی پنهان است. کشاورز با خود گفت: «آه، من بیچارهٔ خرچنگ‌وار!» و به‌طور تصادفی درست حدس زد، چون واقعاً خرچنگ زیر آن بود. با دیدن این «دانش»، خدمتکاران ترسیدند و نزد او اعتراف کردند که پول‌ها را دزدیده‌اند. آن‌ها محل مخفی‌گاه را نشان دادند و از او خواستند تا راز آن‌ها را فاش نکند. کشاورز پول را به مرد ثروتمند بازگرداند، بدون آن‌که هویت دزدها را فاش کند، و پاداشی سخاوتمندانه از هر دو طرف دریافت کرد. به این ترتیب، او به عنوان «دکتر همه‌چیزدان» به شهرت رسید.

## تحلیل
این داستان در سراسر اروپا، هند، آسیا، برخی از مناطق آفریقا و حتی در آمریکا روایت‌هایی مشابه دارد. پژوهشگران مانند اولریش مارزولف در نسخه‌های فارسی، ده روایت متفاوت از این افسانه با عنوان «پیش‌گو یا فال‌گیر دروغین» شناسایی کرده‌اند. همچنین، برونی‌سلاوا کربلیته از ۲۲۹ نسخهٔ لیتوانیایی این افسانه خبر داده است.
موضوع اصلی داستان، موفقیت یک فرد ساده‌دل و بی‌سواد با تکیه بر شانس و سوءتفاهم است. در این افسانه، نه تحصیلات و نه تخصص، بلکه در جای درست بودن در زمان درست، موجب موفقیت می‌شود. این افسانه در زمرهٔ داستان‌هایی قرار دارد که هوش عوامانه و زیرکی دهقانی را در برابر دانش رسمی به تصویر می‌کشد.

## منشأ و منابع
برادران گریم این داستان را از منطقهٔ تسوهرن از طریق راوی معروف دروته‌آ فیهمان دریافت کرده‌اند. همچنین نسخه‌هایی از این داستان در منابع آلمانی‌زبان قدیمی همچون اثر گئورگ کریستف روکارت در سال ۱۷۳۶ و حتی پیش‌تر در نوشته‌های هاینریش ببل و افسانه‌های هندی نیز دیده می‌شود.

## جنبه‌های فرهنگی
داستان در میان عامه، محبوبیت زیادی یافت و اصطلاح «دکتر همه‌چیزدان» به‌صورت ضرب‌المثل درآمد. همچنین، داستان به‌عنوان نمونه‌ای از پیروزی بخت بر تخصص، مورد توجه جامعه‌شناسان و فولکلوریست‌ها قرار گرفته است.

## اقتباس‌ها و نسخه‌های مشابه
- نسخه‌ای پارودی از این افسانه در مجموعهٔ «یانسش از افسانه‌های گریم» وجود دارد که در آن، همسر کشاورز با یادگیری جملات کلیدی، شهرت و ثروت کسب می‌کند.
- داستان مشابهی در ایران با عنوان‌هایی مانند «پیش‌گو» یا «فال‌گیر قلابی» روایت شده است.